# Черневице (гмина)
Черневице (пол. Czerniewice) — сельская гмина (волость) в Польше, входит как административная единица в Томашувский повет. Население — 5144 человека (на 2004 год).

## Соседние гмины
1. Гмина Целёндз
2. Гмина Иновлудз
3. Гмина Любохня
4. Гмина Рава-Мазовецка
5. Гмина Жечица
6. Гмина Желехлинек

## Фотографии
- Костёл
- Костёл